# Рокитне (Конотопський район)
Роки́тне — село в Україні, у Дубов'язівській селищній громаді Конотопського району Сумської області. Населення становить 143 особи. Колишній орган місцевого самоврядування — Салтиківська сільська рада.

## Географія
Село Рокитне знаходиться біля витоків річки Терн, нижче за течією примикає село Тернівка. Річка в цьому місці пересихає, на неї зроблено кілька загат. За 1,5 км проходить автомобільна дорога Т 2504.

## Історія
- За даними на 1862 рік у власницькому сільці Путивльського повіту Курської губернії мешкало 226 осіб (114 чоловіків та 112 жінок), налічувалось 26 дворових господарства, існував селітровий завод[1].
- Село постраждало внаслідок геноциду українського народу, проведеного окупаційним урядом СССР 1923-1933 та 1946-1947 роках.

## Населення

### Мова
Розподіл населення за рідною мовою за даними :
| Мова       | Кількість | Відсоток |
| ---------- | --------- | -------- |
| українська | 142       | 99.3%    |
| російська  | 1         | 0.7%     |
| Усього     | 143       | 100%     |